# Красний дуб (пам'ятка природи)
Красний дуб — ботанічна пам'ятка природи місцевого значення. Об'єкт розташований на території Маневицького району Волинської області, с. Городок.
Площа — 0,2 га, статус отриманий у 2003 році.
Охороняється екземпляр дуба червоного (Quercus rubra) в урочищі «Гусар».